# 헤리엇 와트 대학교
헤리엇 와트 대학교(Heriot-Watt University, Oilthigh Heriot-Watt)는 스코틀랜드 에든버러에 위치한 공립 연구형 대학이다. 1821년에 에딘버러 예술학교(School of Arts of Edinburgh)로 설립되었다. 영국에서 8번째로 오래된 고등교육기관이다. '헤리엇 와트'라는 이름은 스코틀랜드의 발명가 제임스 와트와 스코틀랜드의 금세공인 조지 헤리엇의 이름에서 가져온 것이다.